# Anne Daly
Anne Daly ou mère Mary Berchmans (28 mai 1860 - 4 mars 1924) est une supérieure générale irlando-australienne des Sœurs de la Charité d'Australie et la fondatrice de nombreux hôpitaux en Australie.

## Jeunesse
Anne Daly est née à Tipperary le 28 mai 1860. Ses parents sont John, forgeron, et Mary Daly (née Cleary). Elle a 8 frères et sœurs. La famille émigre en Australie en 1865, s'installant à Jembaicumbene près de Braidwood en Nouvelle-Galles du Sud. Daly reçoit une éducation privée à la maison. Elle postule au Département de l'instruction publique en mai 1877 et est nommée assistante à la Braidwood Catholic School. Après une formation complémentaire, elle enseigne à la Newtown Girls 'School, à la Grafton Primary et à la St Mary's Cathedral Girls' School, à Sydney,.

## Carrière
L'école des filles de la cathédrale St Mary est dirigée par les Sœurs de la Charité et, le 28 mai 1881, elle entre dans leur congrégation à St Vincent's, Potts Point. Elle reçoit l'habit le 22 octobre 1881, professant le 3 janvier 1884 en tant que sœur Mary Berchmans. Elle enseigne à St Mary's jusqu'en décembre 1888, date à laquelle elle est nommée à la congrégation des Sœurs de Melbourne, où elle dirige l'école St Patrick, Victoria Parade. Elle devient supérieure du couvent de Melbourne en 1892, avec la responsabilité de St Patrick et de quatre autres écoles primaires fondées par les Sœurs entre 1891 et 1897.
Le couvent de Melbourne devient l'hôpital St Vincent en 1893, ouvrant un hôpital de sept lits pour les malades pauvres du centre-ville. Daly est la rectrice de l'hôpital, un poste qu'elle occupe pendant 30 ans. L'hôpital grandit rapidement sous sa direction, recevant un financement du gouvernement à partir de 1903 et comptant 120 lits en 1905. Elle fonde une école de formation d'infirmières affiliée à la Royal Victorian Trained Nurses' Association en 1903, puis en 1910, la St Vincent's Clinical School, associée à l'Université de Melbourne. En 1913, elle fonde Mount St Evins, un hôpital privé. À partir de 1911, Daly est impliquée dans le processus de béatification de mère Mary Aikenhead.
Elle est élue supérieure générale de la congrégation australienne en 1920 et retourne à Sydney. En 1920, elle supervise la fondation d'un hôpital dans le Queensland, de deux autres hôpitaux en Nouvelle-Galles du Sud et d'une école clinique au St Vincent's Hospital de Sydney.
Daly meurt le 4 mars 1924 à l'hôpital St Vincent de Sydney et est enterrée au cimetière Rookwood de Sydney. En août 1935, un buste en bronze de Daly par Paul Raphael Montford est dévoilé en commémoration de sa fondation de l'hôpital St Vincent de Melbourne. L'aile Berchmans Daly de l'hôpital ouvre en octobre 1960.